# Пристфилд (стадион)
Пристфилдский стадион (известный также как просто Пристфилд и официально называвшийся с 2007 по 2010 год KRBS Priestfield Stadium, а с 2011 года официально называемый MEMS Priestfield Stadium — по аббревиатурам его компаний-спонсоров) — футбольный стадион в английском городе Джиллингем, графство Кент. Стадион стал домашней ареной футбольного клуба Джиллингема после образования клуба в 1893 году, а также был временной домашней ареной для футбольного клуба Брайтон энд Хоув Альбион в течение двух сезонов в 1990-х годах. На стадионе также проводятся международные матчи футбольных женских и молодёжных команд, а с 2013 года стадион начал принимать матчи регбилиг-клуба Лондон Бронкос.
Стадион подвергся серьёзной реконструкции в конце 1990-х годов, которая снизила его вместимость по сравнению с почти 20 000 зрительских мест ранее до нынешних 11582. Он имеет четыре трибуны с сидячими местами, все они были построены в 1997 году, хотя одна из них является временной. На стадионе есть также конференц- и банкетный зал и ночной клуб под названием Blues Rock Café. Несмотря на то, что в современный стадион были инвестированы значительные средства, футбольный клуб Джиллингем планирует переехать на новый стадион.